# Kilwachronik

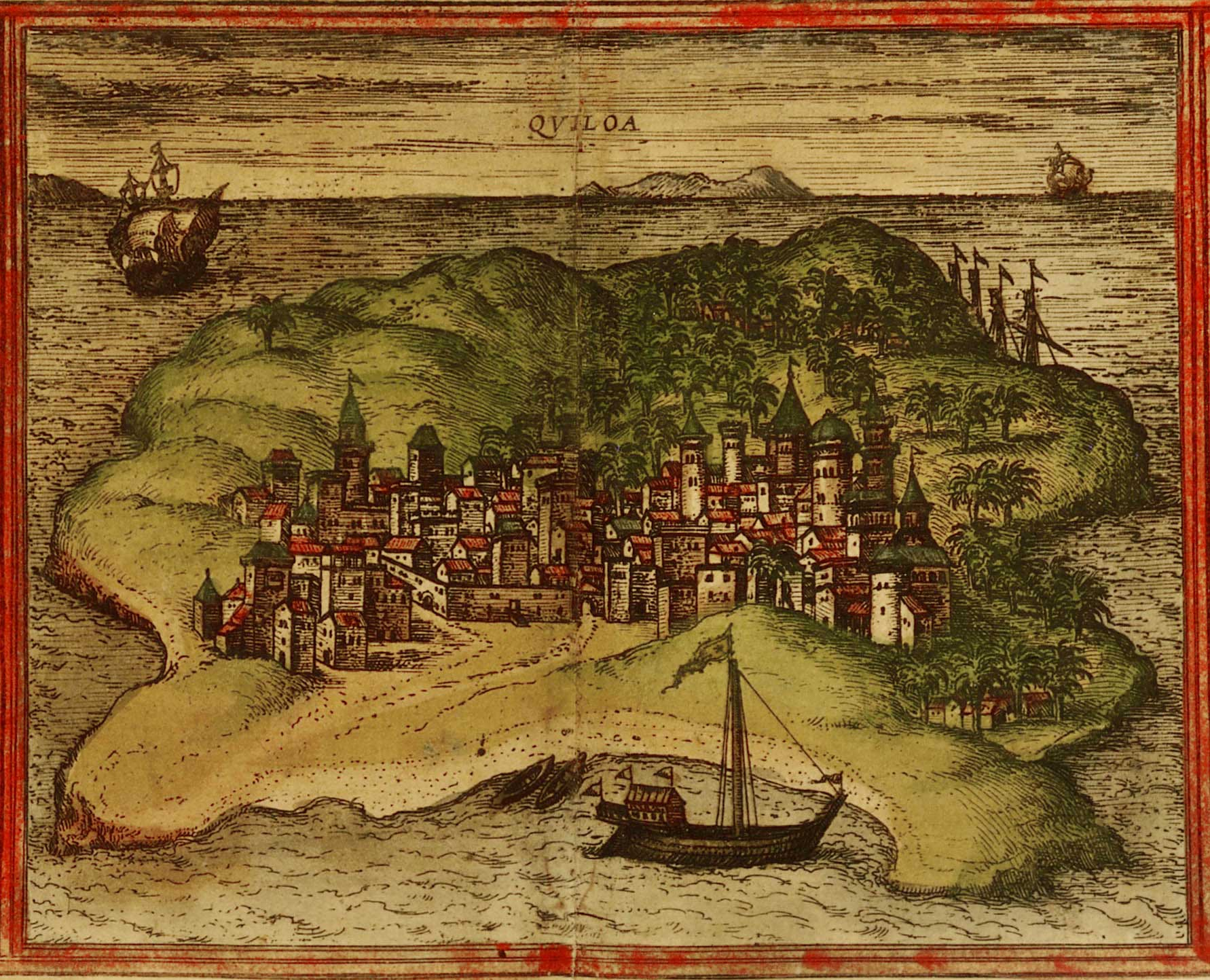
Die reiche Stadt Kilwa, Illustration aus Civitates orbis terrarum vol. I von Georg Braun und Franz Hogenberg, 1572

Die Kilwachronik  (arabisch: Kitab al-Sulaw) ist eine um 1520 verfasste Chronik der ostafrikanischen Stadt Kilwa Kisiwani. Es handelt sich um eine Liste von Königen.
Die Chronik ist in zwei Versionen erhalten. Der portugiesische Historiker João de Barros (1496–1570) gliederte sie in seinem 1552 erschienenen Décadas da Ásia an. 
Eine zweite, längere Version stammt von einer Kopie, die sich im 19. Jahrhundert im Besitz des Sultans von Sansibar fand. Beide Versionen unterscheiden sich in wichtigen Punkten, so dass die Rekonstruktion der Geschichte Kilwas stellenweise recht unsicher ist.